# 동부짧은귀바위왈라비
동부짧은귀바위왈라비(Petrogale wilkinsi)는 캥거루과에 속하는 바위왈라비속 유대류의 일종이다. 윌킨스바위왈라비(Wilkins' rock-wallaby)로도 불린다. 오스트레일리아 노던 준주의 북단에서 발견되며, 카카두 국립공원과 리치필드 국립공원에서 흔하게 발견된다.
킴벌리에서 발견되는 짧은귀바위왈라비(P. brachyotis)의 아종으로 간주하기도 했지만, 최근에는 유전학과 형태학적 연구를 통해 별도의 종으로 분류하고 있다.
윌킨스바위왈라비는 작고, 머리와 옆구리 쪽에 독특한 회색/갈색의 반점을 갖고 있으며, 다른 서부 종들보다 네 다리쪽이 더 화려한 색을 띤다.